# Batalla de Vescera
La Batalla de Vescera (la actual Biskra en Argelia) se disputó en el año 682 o 683 entre los Bereberes dirigidos por Kusaila, cuyo nombre en latín era Caecilius y los Bizantinos contra el ejército omeya dirigido por Uqba ibn Nafi (el fundador de Kairouan). Uqba ibn Nafi había dirigido una expedición a través del Sahara llegando al Océano Atlántico un punto muy distante por aquel entonces para los ejércitos musulmanes, fue más bien una expedición de descubrimiento pues no conquistaron ningún territorio. Al regreso de la misma, fue atacado por el ejército bizantino, que les estaba esperando cerca de Vescera. Durante la batalla Uqba ibn Nafihe fue herido de muerte, perdiendo la batalla, su ejército y su propia vida en el mismo día.
Como resultado de esta derrota de los árabes se les impidió la conquista del Exarcado de África durante una década.